# Leucosticte
Leucosticte es un género de aves paseriformes perteneciente a la familia Fringillidae que se distribuyen por Asia y América del Norte.

## Especies
Actualmente el género contiene seis especies:
- Leucosticte arctoa (Pallas, 1811) - pinzón montano pardo;
- Leucosticte atrata Ridgway, 1874 - pinzón montano negro;
- Leucosticte australis Ridgway, 1874 - pinzón montano coronipardo;
- Leucosticte brandti Bonaparte, 1850 - pinzón montano de Brandt;
- Leucosticte nemoricola (Hodgson, 1836) - pinzón montano de Hodgson;
- Leucosticte tephrocotis (Swainson, 1832) - pinzón montano nuquigrís.

## Taxonomía
Esta especie se ha incluido con marcadores genéticos en el grupo de aves "Carduelinae" de zonas áridas, la cual incluye las siguientes especies y subespecies: Leucosticte arctoa tephrocotis, Leucosticte arctoa arctoa, Carpodacus nipalensis,
Rhodopechys githaginea, Rhodopechys mongolica.